# Target
Target, «Таргет») — американская компания, управляющая сетью магазинов розничной торговли, работающих под марками Target и SuperTarget. Является шестым крупнейшим ретейлером в США, следуя за Walmart, Home Depot, Kroger, Sears и Costco (вторым дискаунтером после Walmart). Штаб-квартира расположена в городе Миннеаполисе (штат Миннесота, США).

## История

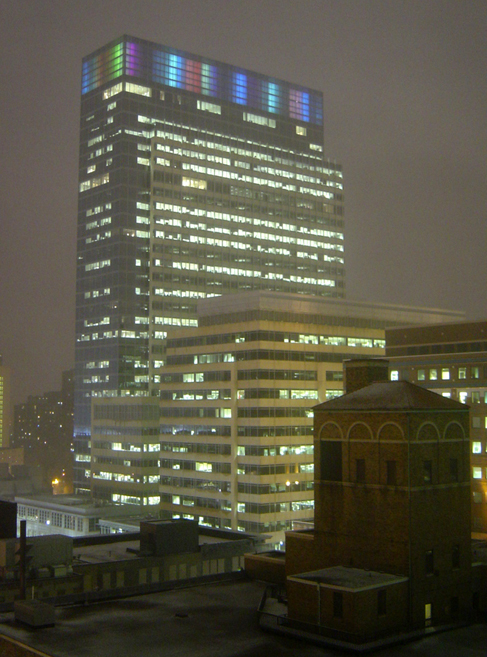
Одно из зданий штаб-квартиры компании

Компания была основана в Миннеаполисе в 1902 году Джорджем Дейтоном и начинала с торговли галантерейными товарами под названием Dayton Dry Goods, в 1911 году переименована Dayton. В 1962 году в Миннесоте был открыт первый магазин-дискаунтер под маркой Target. В 1969 году компания объединилась с J.L. Hudson Company, образовав Dayton-Hudson Corporation, через 2 года её оборот достиг 1 млрд долларов. В 1978 году была поглощена калифорнийская сеть универмагов Mervyn’s. В 1990 году за 1 млрд долларов была куплена сеть магазинов Marshall Field & Company.
Начиная с середины 1970-х годов сети магазинов и универмагов Mervyn’s, Dayton’s, Marshall Field’s и Hudson’s начали терять популярность, основным источником выручки стали дискаунтеры Target. С 1990 года начали открываться увеличенные магазины Target Greatland, а с 1995 года — гипермаркеты SuperTarget. По состоянию на 1997 год Dayton Hudson Corporation состояла из трёх подразделений: Target (735 магазинов в 38 штатах), Mervyn’s (300 магазинов средней ценовой категории в 16 штатах) и Department Store Company (67 универмагов сетей Hudson’s, Dayton’s, и Marshall Field’s). К концу 1990-х годов на дискаунтеры приходилось три четверти выручки корпорации, и в 2000 году она сменила своё название на Target Corporation. В 2004 году все сети кроме Target были проданы.
В 2001 году проводила активную кампанию по повышению защиты банковских карт. Target начала эмиссию чипованных карт, намного более устойчивых к копированию, чем традиционные карты с магнитной полосой, и установила 37 тысяч терминалов с их поддержкой. За три года было выпущено 9 миллионов чипованных карт VISA, после чего эксперимент был прекращён.
В январе 2011 года компания анонсировала выход на канадский рынок, где к 2014 году планировалось открыть не менее 100 магазинов. Первый магазин в Канаде был открыт в марте 2013 года, к началу 2015 года их было 133, однако к этому времени они принесли убыток 2,1 млрд долларов и в апреле 2015 года были все закрыты.
В 2012 году компания Apple заключила контракт на открытие в магазинах сети Target 25 отдельных мини-маркетов существующих по принципу «магазин-в-магазине» с полным ассортиментом продукции Apple и со специальным штатным консультантом. Кроме того во всех магазинах сети Target уже много лет продаются такие популярные продукты Apple, как iPhone, iPad и iPod.

## Деятельность
Магазины компании работают только в США. В Австралии действующие под маркой Target магазины принадлежат сторонней компании, Wesfarmers, которая работает по лицензии. У Target более 50 собственных брендов товаров, на которые в сумме приходится около трети продаж. В торговых центрах компании как правило имеются отдельные магазины компаний Apple, Disney, Levi's и Ulta Beauty, кофейни Starbucks и Target Café, аптеки Target Optical и CVS Pharmacy.
Основные категории товаров:
- косметика и бытовая химия — 28 % продаж;
- продукты питания и напитки — 21 % продаж;
- мебель и кухонные принадлежности — 18 % продаж;
- электроника — 17 % продаж;
- одежда, обувь и галантерея — 16 % продаж.

По состоянию на начало 2023 года у компании в США было 1948 магазинов, наибольшее их количество в штатах Калифорния (314), Техас (154), Флорида (127), Иллинойс (100), Нью-Йорк (100), Пенсильвания (78), Миннесота (73), Огайо (65), Виргиния (61), Мичиган (54), Северная Каролина (52), Джорджия (51), Массачусетс (50).
В списке крупнейших публичных компаний в мире Forbes Global 2000 за 2022 год Target заняла 150-е место. В списке крупнейших компаний США по размеру выручки Fortune 500 заняла 32-е место.

## Спонсорская деятельность

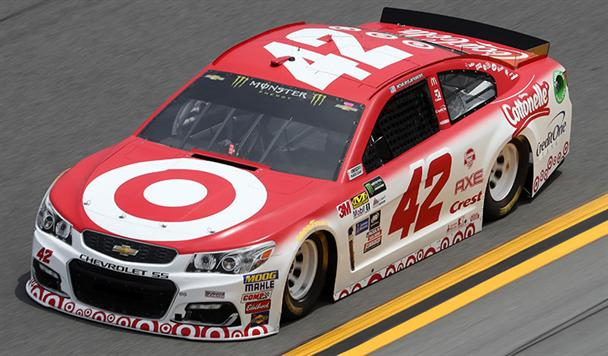
Кайл Ларсон, 2017 NASCAR Monster Energy Cup Series

При поддержке компании выставляет свои машины в нескольких североамериканских автогоночных сериях команда Chip Ganassi Racing.
Компания владеет правами на наименования спортивной арены «Таргет-центр» и бейсбольного стадиона «Таргет-филд» в Миннеаполисе, Миннесота.

## Склады
- Склад компании Target в городе Саванна (округ Чатем, штат Джорджия), имеющий полезный объём 7,43 млн м³, занимает вторую строчку в списке крупнейших зданий и сооружений мира (по полезному объёму)[14].
- Склад компании Target в городе Лейси (округ Терстон, штат Вашингтон), имеющий площадь на земле 159 000 м², занимает девятую строчку в списке крупнейших зданий и сооружений мира (по площади, занимаемой на земле)[14].